# Robert Kalina
Robert Kalina (* 29. Juni 1955 in Wien) ist ein ehemaliger Designer von Banknoten (offizielle Berufsbezeichnung: Banknotendesigner) bei der Oesterreichischen Nationalbank.

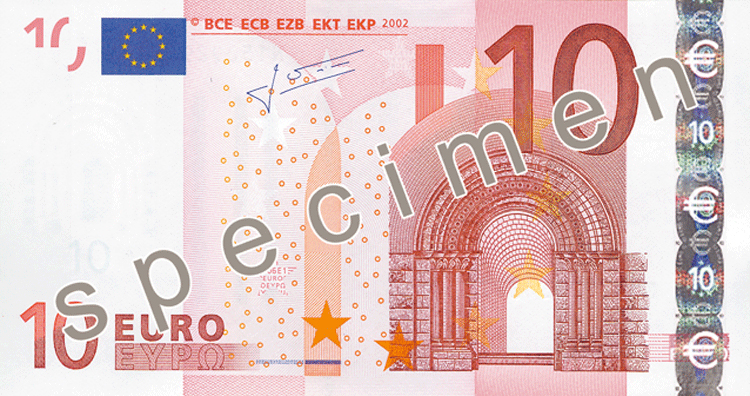
10 Euro-Banknote, 2002

Alle österreichischen Schillinggeldscheine seit 1982 gingen auf seine Entwürfe zurück.
Internationale Bekanntheit erreichte er allerdings durch die Entwürfe der Eurobanknoten, die im September 1996 von einer Jury aus 44 konkurrierenden Entwürfen ausgewählt wurden. Eine besondere Schwierigkeit war die Vorgabe, dass das Design keinen Anlass für nationale Eifersüchteleien bieten sollte. Während viele andere Entwürfe in der Banknotentradition verharrten und statt bestimmbaren Persönlichkeiten zumindest anonyme Porträts verwendeten, verzichtete Kalina völlig auf Gesichter und verwendete Motive aus der europäischen Baugeschichte mit ihren länderübergreifenden Stilen.
Die Gestaltung der Eurobanknoten wurde nach deren europaweiter Einführung allgemein als gelungen bewertet, da in ihnen keine nationalen Bezüge erkennbar waren. Das Design für die zweite Serie der Euro-Banknoten (Europaserie), die von Reinhold Gerstetter umgestaltet und seit 2013 ausgegeben wurde, basiert ebenfalls auf seinen Entwürfen.
Robert Kalina entwarf auch das Design für die im Jahr 2002 eingeführte 200-Konvertible-Mark-Banknote von Bosnien-Herzegowina, die sich optisch vollkommen von den anderen Stückelungen unterscheidet.
Außerdem ist er auch verantwortlich für das Design der am 1. Jänner 2006 eingeführten Banknoten und Münzen des Aserbaidschan-Manat. und die 2007 zum 50. Jahrestag der Unabhängigkeit in Malaysia eingeführte 50 Ringgit-Banknote.

## Auszeichnungen
- Österreichisches Ehrenkreuz für Wissenschaft und Kunst I. Klasse[2]
- 2011 Goldenes Ehrenzeichen für Verdienste um die Republik Österreich[2]
- 2017 Verleihung des Berufstitels Professor[2]